# Fat Joe
Jose Antonio Cartagena (født 19. august 1970 i Bronx, New York) kendt under sit kunstnernavn Fat Joe er en amerikansk rapper af puertoricansk og cubansk oprindelse. 
Fat Joe er også indehaver af eget pladeselskab, Terror Squad Entertainment, hvor han er administrerende direktør samt selskabets vigtigste kunstner, der også indspiller med gruppen Terror Squad sammen med flere andre rappere med base i New York.
I sangen Piggy Back fra albummet The Massacre gør 50 Cent nar af Fat Joe i teksten: «that fat nigga thought Lean Back was In Da Club / my shit sold eleven mil, his shit was a dud».

## Diskografi

### Album
- 1993: Represent
- 1995: Jealous One's Envy
- 1998: Don Cartagena
- 2001: Jealous One's Still Envy (J.O.S.E.)
- 2002: Loyalty
- 2005: All or Nothing
- 2006: Me Myself & I
- 2008: The Elephant in the Room

### Singler
- 2000: Feelin' So Good (Jennifer Lopez featuring Big Punisher & Fat Joe)
- 2001: We Thuggin' (featuring R. Kelly)
- 2002: What's Luv (featuring Ashanti and Ja Rule)
- 2002: Crush Tonight (featuring Ginuwine)
- 2003: All I Need (featuring Tony Sunshine & Armageddon)
- 2003: I Want You (Thalía featuring Fat Joe)
- 2004: Lean Back (The Terror Squad featuring Fat Joe and Remy Ma)
- 2004: Save my live
- 2004: New York (Ja Rule featuring Fat Joe & Jadakiss)
- 2005: Hold You Down (Jennifer López featuring Fat Joe)
- 2005: So Much More
- 2005: Get It Poppin' (featuring Nelly)
- 2005: Get It Poppin' (span. Version, featuring Nelly, Yaviah und Julio Voltio)
- 2005: I Don't Care (Ricky Martin featuring Fat Joe and Amerie)
- 2005: Qué Más Da (Ricky Martin featuring Fat Joe, Amerie und Luny Tunes)
- 2006: Damn
- 2006: Clap & Revolve
- 2006: Make It Rain  (feat. Lil' Wayne)